# Megalomus acunai
Megalomus acunai is een insect uit de familie van de bruine gaasvliegen (Hemerobiidae), die tot de orde netvleugeligen (Neuroptera) behoort. 
Megalomus acunai is voor het eerst wetenschappelijk beschreven door Alayo in 1968.